# 유가와라역
유가와라역(일본어: 湯河原駅, ゆがわらえき)은 일본 가나가와현 아시가라시모군 유가와라정에 있는 동일본 여객철도의 철도역이다. 유가와라 온천에서 가장 가까운 역이며, 특급 오도리코 전 열차 ·  슈퍼 뷰 오도리코 일부 열차가 정차한다.

## 역 구조
섬식 승강장 1면 2선 형태의 지상역이다.

### 승강장
| 1 | ■ 도카이도 선 | 아타미·이토·누마즈 방면     |
| 2 | ■ 도카이도 선 | 오다와라·요코하마·도쿄 방면 |

## 역 주변
- 유가와라 온천

## 역사
- 1924년 10월 1일: 국유철도 아타미 선의 유가와라 역 연장에 따라 개업.
- 1987년 4월 1일: 민영화에 따라 동일본 여객철도 소속이 되었다.
- 2001년 11월 18일: 스이카의 사용이 개시되었다.

## 인접역
| 동일본 여객철도 도카이도 본선           | 동일본 여객철도 도카이도 본선 | 동일본 여객철도 도카이도 본선   |
| --------------------------------------- | ----------------------------- | ------------------------------- |
| JT 19 마나즈루 구로이소 · 다카사키 방면 | 도카이도 선                   | JT 21 아타미 이토 · 누마즈 방면 |